# Åke Andersson (rallyförare)

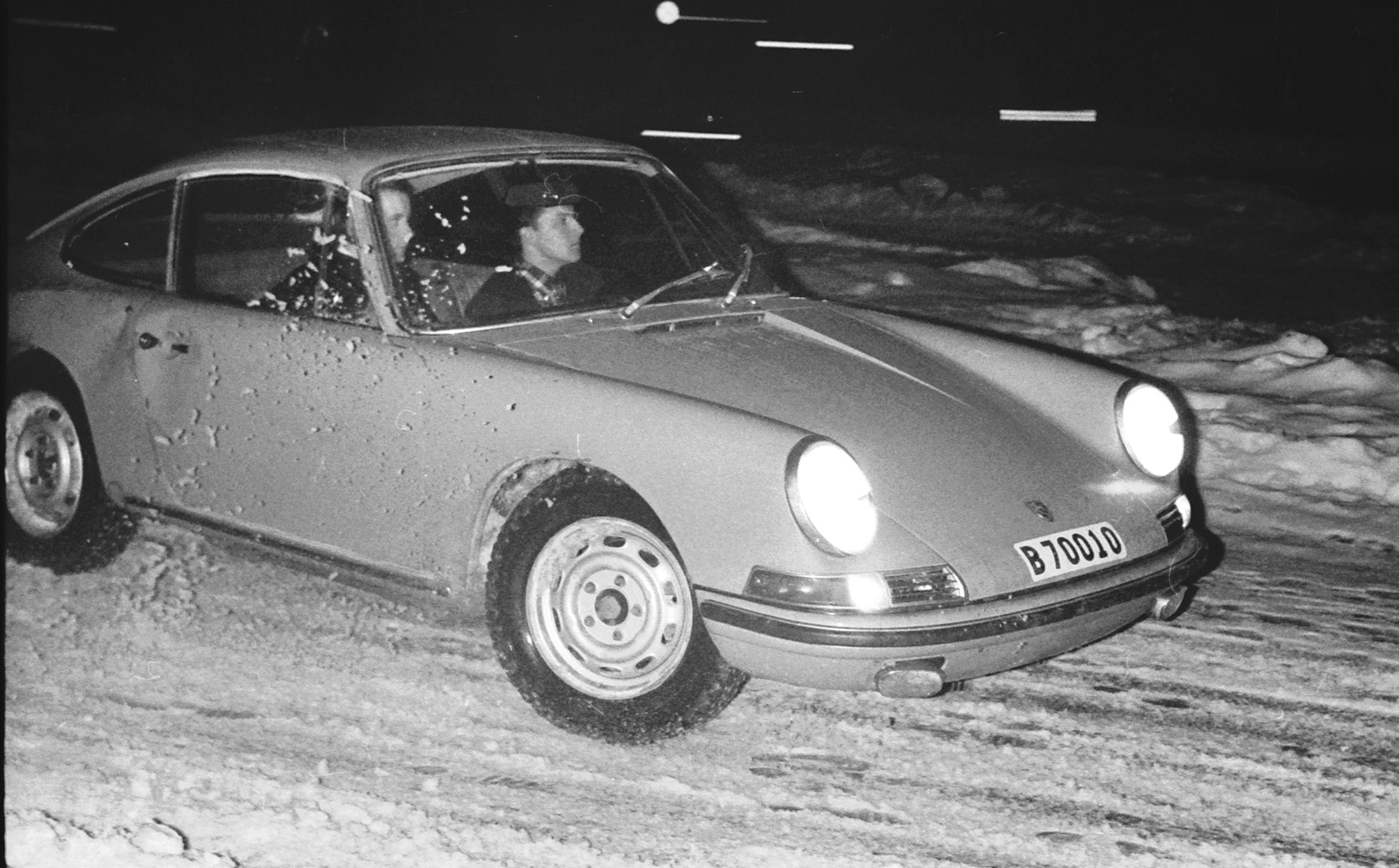
Åke Andersson under tävling

Åke "Bryggarn" Andersson, född 16 september 1940 i Uppsala, död 12 maj 2018 i Uppsala, var en svensk rallyförare.
Han vann bland annat Svenska rallyt 1966, Gulfrallyt 1968, svenska mästerskapet i tillförlitlighet 1969 samt år 1994 den så kallade FIA-trofén för historiska rallybilar och RAC Historic Rally.
Åke Andersson är gravsatt i minneslunden på Berthåga kyrkogård.